# Panogena
Panogena is een geslacht van vlinders uit de familie pijlstaarten (Sphingidae).

## Soorten
- Panogena jasmini (Boisduval, 1875)
- Panogena lingens (Butler, 1877)